# Bloch MB.174
Die Bloch MB.170 und ihre Varianten waren leichte Bomber und Aufklärer der französischen Armée de l’air im Zweiten Weltkrieg.
Noch im Prototypstadium blieben die Entwürfe MB.171, MB.172 und MB.173. Die MB.174 wurde in Serie produziert, die Versionen MB.175 und MB.176 folgten ihr in der Produktion.

## Geschichte
Ende 1936 begannen die Entwicklungsarbeiten an einem neuen Mehrzweckbomber bei der Société Nationale de Constructions Aéronautiques du Sud-Ouest (SNCASO, Bloch wurde 1936 verstaatlicht) mit der Bezeichnung MB.170. Am 15. Januar 1938 erfolgte der Erstflug des Prototyps MB.170.01, der später bei einer Bruchlandung zerstört wurde. Das Programm wurde mit dem zweiten Prototyp MB.170.02 weitergeführt. Weitere Konstruktionen in unterschiedlichen Auslegungen folgten unter den Bezeichnungen MB.171, MB.172 und MB.173.
Eine weitere Variante war die MB.174, die vom Luftfahrtministerium für den Bau einer Versuchsmaschine gewählt wurde (MB.174.01). Am 5. Januar 1939 flog der erste Prototyp der MB.174, ein Auftrag von 50 Serienflugzeugen folgte. Obwohl die ersten Erprobungen zufriedenstellend verlaufen waren, stellten sich bald Probleme mit der Motorkühlung ein. Dadurch verzögerte sich die Auslieferung der Serienmodelle. Das Problem wurde durch Verkleinerung des Durchmessers der Propellerhaube gelöst. Auch die Lieferung der zur Produktion erforderlichen Gnome-Rhône-Triebwerke stockte, so dass beim Einmarsch der deutschen Wehrmacht nur 25 Maschinen ausgeliefert waren. Diese Maschinen kamen im Mai und Juni 1940 vor allem bei der Groupe de Reconnaissance I/33 und der Groupe de Reconnaissance II/33 (I. und II. Staffel / Aufklärungsgeschwader 33) zum Einsatz. Einzelne Maschinen fanden ihren Weg zur Groupe de Reconnaissance II/36 und zur Groupe de Reconnaissance I/52.
Eine Version mit vergrößertem Bombenschacht, die ansonsten mit der MB.174 identisch war, kam als MB.175 in die Produktion. Sie konnte 600 kg Bomben aufnehmen, also 200 kg mehr als das Vorgängermodell.
Als die Gnome-Rhône-Motoren nicht mehr geliefert werden konnten, griff man auf Triebwerke von Pratt & Whitney zurück. Diese Version des Flugzeugs erhielt die Bezeichnung MB.176 und flog erstmals im September 1939. Die bestellten Serienmaschinen wurden aber bis zur Niederlage Frankreichs nicht mehr fertiggestellt. Später wurden unter deutscher Aufsicht fünf Exemplare produziert und getestet.
Die deutsche Wehrmacht erbeutete einige wenige MB.174 und fertigte in den eroberten Werken 56 weitere MB.175 aus den bereits vorhandenen Einzelteilen. Sie wurden von der deutschen Luftwaffe als Schulflugzeuge eingesetzt. Einige wenige MB.174, die sich beim Waffenstillstand im Westen in der unbesetzten Zone befunden hatten, wurden von der Vichy-Luftwaffe weiterverwendet.
Der größte Nachteil des MB.174 war der sehr kleine Bombenschacht. Zwar konnten 400 kg Bombenlast mitgeführt werden, aber nur in Form von 50-kg-Bomben. Ihr großer Vorteil war hingegen die überdurchschnittliche große Gipfelhöhe, welche über der sämtlicher im Sommer 1940 den Achsenmächten verfügbaren Jagdflugzeuge lag und das Flugzeug daher für die Rolle der Fernaufklärung prädestinierte.

## Konstruktion/Versionen
Die MB.170 und ihre Varianten unterschieden sich in ihrer grundlegenden Auslegung nicht. Sie alle waren Tiefdecker in Ganzmetallbauweise mit leicht nach oben gewinkelten Tragflächen und Höhenleitwerken. Das doppelte Seitenleitwerk setzte jeweils an den beiden Enden des Höhenleitwerks an. Als Antrieb dienten ursprünglich zwei Sternmotoren, die in Motorgondeln an den Tragflächen angebracht waren. Das Fahrwerk war einziehbar. Das Hauptfahrwerk zog dabei in die beiden Motorgondeln ein.

### MB.170
Als Antrieb kamen hier noch die leistungsschwächeren Gnôme-Rhône 14N6/7-Sternmotoren mit 699 kW (950 PS) zum Einsatz. Der erste Prototyp MB.170.01 erhielt eine Kuppel unter dem Rumpf, die für den Einbau von Aufklärungskameras oder von weiterer Abwehrbewaffnung vorgesehen war. Der Prototyp MB.170.02 war als Hochgeschwindigkeitsbomber ausgelegt und verzichtete auf diese Kuppel. Dafür war der vordere untere Rumpf verglast, und das Seitenleitwerk wurde vergrößert.

### MB.174
Diese erste Serienversion besaß einen vollständig verglasten Bug. Angetrieben wurde der erste Prototyp MB.174.01 von zwei Sternmotoren Gnome-Rhône 14N-20/21 mit je 758 kW (1030 PS), für die Serienversion wurde etwas stärkere Sternmotoren Gnome-Rhône 14N-48/49 mit je 839 kW (1140 PS) verwendet.

### MB.175
Entsprach der MB.174, ermöglichte aber mit verändertem Bombenschacht die Mitführung größerer Bomben statt der bisher üblichen 50-kg-Bomben. Von dieser Version wurden insgesamt 56 Stück gefertigt, davon 23 vor der Kapitulation Frankreichs im Juni 1940. Diese Version erreichte eine Höchstgeschwindigkeit von 540 km/h auf 5400 Metern Flughöhe und konnte 600 kg Bomben laden.

### MB.176
Wie MB.175, aber mit Pratt & Whitney R-1830-Sternmotoren mit 773 kW (1050 PS) Leistung, da die ursprünglichen Gnome-Rhône-Motoren nach der Eroberung der Fabriken durch die deutsche Wehrmacht nicht mehr geliefert werden konnten. Es wurden von dieser Version unter deutscher Aufsicht fünf Exemplare fertiggestellt und von der deutschen Luftwaffe verwendet.

## Betreiber
- Frankreich
- Vichy-Frankreich
- Deutsches Reich

## Technische Daten
| Kenngröße             | Daten |
| --------------------- | --- |
| Besatzung             | 3 |
| Länge                 | 12,43 m |
| Spannweite            | 17,95 m |
| Höhe                  | 3,55 m |
| Flügelfläche          | 38 m² |
| Flügelstreckung       | 8,5 |
| Leermasse             | 5660 kg |
| Startmasse            | 7160 kg |
| Höchstgeschwindigkeit | 529 km/h in 5200 m |
| Dienstgipfelhöhe      | 11.000 m |
| Steigrate             | 727 m/min bzw. 12,1 m/s (auf 8000 m in 11 min) |
| Reichweite            | 1600 km |
| Triebwerke            | zwei Sternmotoren Gnome-Rhône 14N48/49 mit je 1140 PS (839 kW)                                                                                         |

Zweiseitenriss der Bloch MB-170

| Bewaffnung            | - zwei 7,5-mm-MGs MAC 1934 starr im Bug - zwei 7,5-mm-MGs MAC 1934 im hinteren Cockpit - zwei 7,5-mm-MGs MAC 1934 im unteren Rumpf - 400 kg Bombenlast |

## Trivia
Antoine de Saint-Exupéry, der Autor des Buches Der kleine Prinz, flog im Frühjahr 1940 einen Aufklärer MB.174. Einer dieser Flüge war die Grundlage für den Roman Flug nach Arras.